# Digital spegelreflexkamera

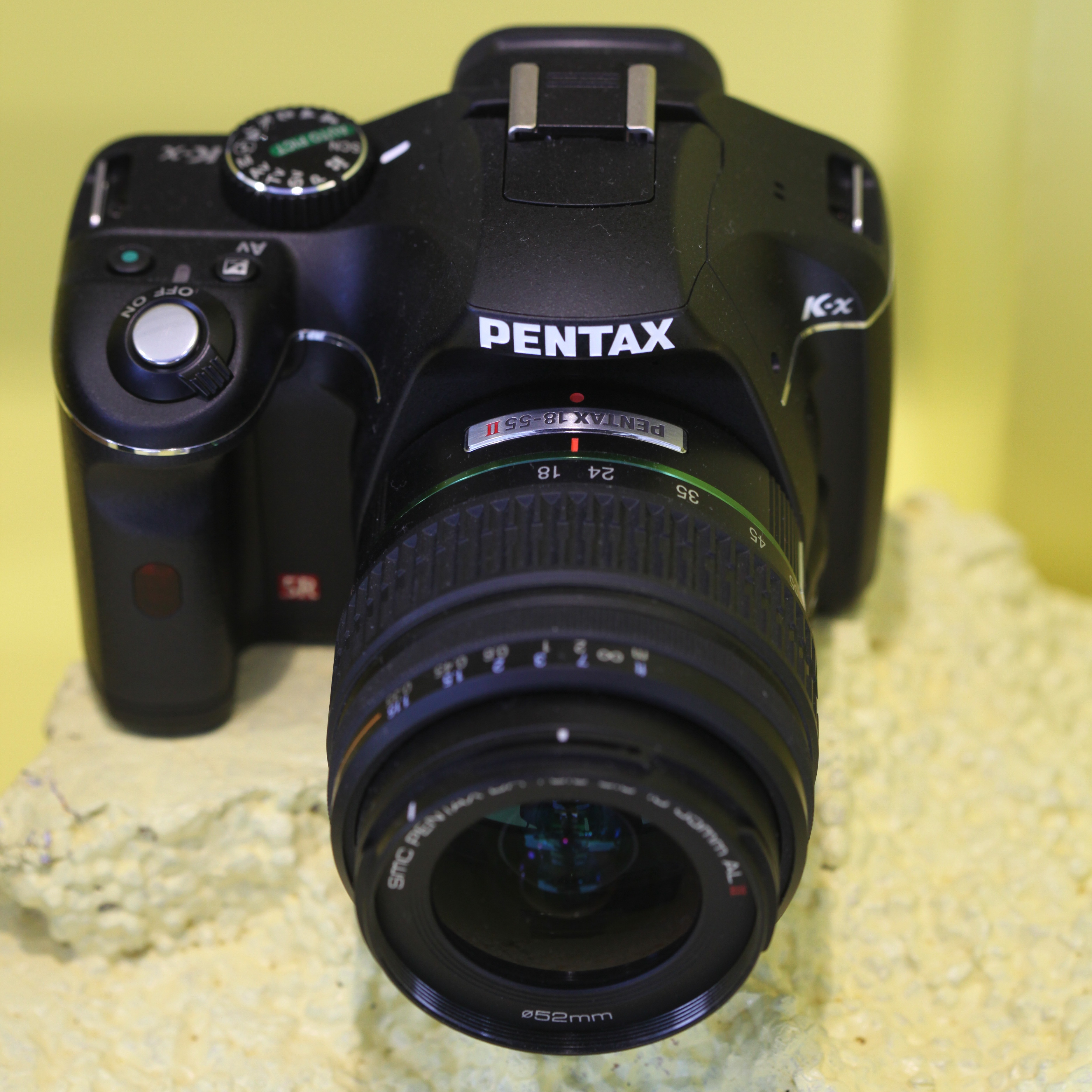
Pentax K-x, DSLR med 23.6 x 15.8 mm CMOS-sensor

Digital spegelreflexkamera (även kallad Systemkamera eller DSLR från engelskans Digital single-lens reflex camera och digital enögd-spegel-reflex-kamera) är digitalkameror som kombinerar optiken och mekanismerna från en spegelreflexkamera med en digital bildsensor till skillnad från en fotografisk film. Spegelreflexdesignen är den huvudsakliga skillnaden mellan en DSLR och andra digitalkameror. I denna design färdas ljus genom objektivet, sedan genom en spegel som alternerar mellan att skicka ljus till kamerasökaren och bildsensorn. Alternativet vore att ha en egen lins för sökaren, därav det engelska begreppet single-lens för denna typ av design. Genom att endast använda sig av en lins kommer kamerasökaren att visa en bild som skiljer som omärkbart från vad som kommer att fångas på bildsensorn.

## En digital spegelreflexkameras uppbyggnad

Principen för en digital spegelreflexkamera. Elektronik och bildskärm visas inte här. 1. Objektiv 2. Spegel 3. Ridåslutare 4. Bildsensor 5. Mattskiva 6. Förminskningslins 7. Pentaprisma/Pentaspegel 8. Sökare

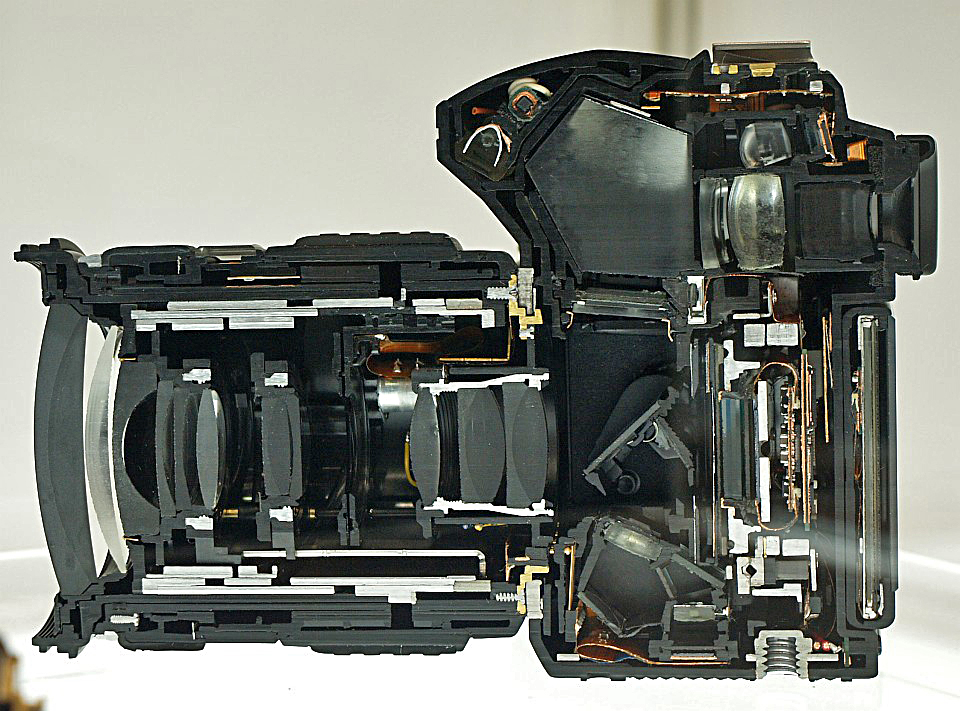
Tvärsnitt av en Olympus E-30 DSLR

Precis som spegelreflexkameror använder digitala spegelreflexkameror utbytbara objektiv (1) med en proprietär fattning. Ett flyttbart mekaniskt spegelsystem (2) vinklas ner i 45 graders vinkel för att leda ljus från objektivet över en mattskiva (5) via en förminskningslins (6) och ett pentaprisma/en pentaspegel (7) till en kamerasökare (8). De flesta nybörjarvarianter av digitala spegelreflexkameror använder pentaspegel istället för det traditionella pentaprismat.
Fokuseringen kan vara manuell eller Autofokus automatisk (vilken aktiveras genom att trycka ner avtryckaren till hälften. När en bild skall tas svänger spegeln uppåt i pilens riktning och ridåslutaren (3) öppnas och bilden projiceras och registreras på bildsensorn (4), varefter slutaren sluts, spegeln återgår till 45-gradersvinkeln och den inbyggda slutarmekanismen återspänns inför nästa exponering.
Jämfört med det nyare konceptet MILC är den största skillnaden spegel/prisma-konstruktionen som medför direkt och precis optisk förhandsvisning med separat autofokusering och exponeringsmätarsensorer. Grundläggande komponenter av alla digitalkameror är viss elektronik såsom förstärkare och A/D-omvandlare, bildprocessorer och andra microprocessorer för att processa den digitala bilden, datorminnen och en bildskärm.

### Autofokusering genom fasdetektering
Digitala spegelreflexkameror använder vanligen autofokusering genom fasdetektering. Denna metod är mycket snabb och resulterar i mindre fokussökande, men kräver att en speciell sensor inkorporeras i ljusets väg genom kameran. Av denna anledning används detta system normalt endast i spegelreflexkameror. Digitalkameror som använder huvudsensorn för att skapa en förhandsvisning i realtid på bildskärmen eller den elektroniska sökaren måste använda kontrastdetektering istället, vilket i vissa fall är en långsammare metod.

## Kännetecken som normalt återfinns hos digitala spegelreflexkameror

### Inställningsskiva
Digitala spegelreflexkameror, tillsammans med de flesta andra digitalkameror, har ofta en inställningsskiva som snurras för att ge tillgång till olika standardinställningar eller automatiska sceninställningar. Ibland kallas dessa för PASM, vilket kommer från de engelska förkortningarna Program, Aperture-priority, Shutter-priority och Manual och är inställningar som i princip alltid förekommer på denna snurrskiva. Sceninställningarna varierar och är mindre anpassningsbara. Bland dessa återfinns ofta helt automatisk, landskap, porträtt, action, makro och nattfotografi bland andra. Professionella digitala systemkameror har sällan automatiska sceninställningar, då dessa användare normalt förstår sin utrustning i den grad att de snabbt kan ställa in inställningarna manuellt för att få den bild de vill ta.

### Dammreduceringssystem
En metod för att förhindra damm att komma in i kammaren är att använda ett dammskyddsfilter precis bakom linsfattningen. Denna metod implementerades i Sigmas första DSLR, Sigma SD9 under 2002.
Olympus använde en inbyggd rengöringsmekanism för sensorn i deras första DSLR som hade en sensor som utsattes för luft, Olympus E-1, under 2003

### Utbytbara objektiv

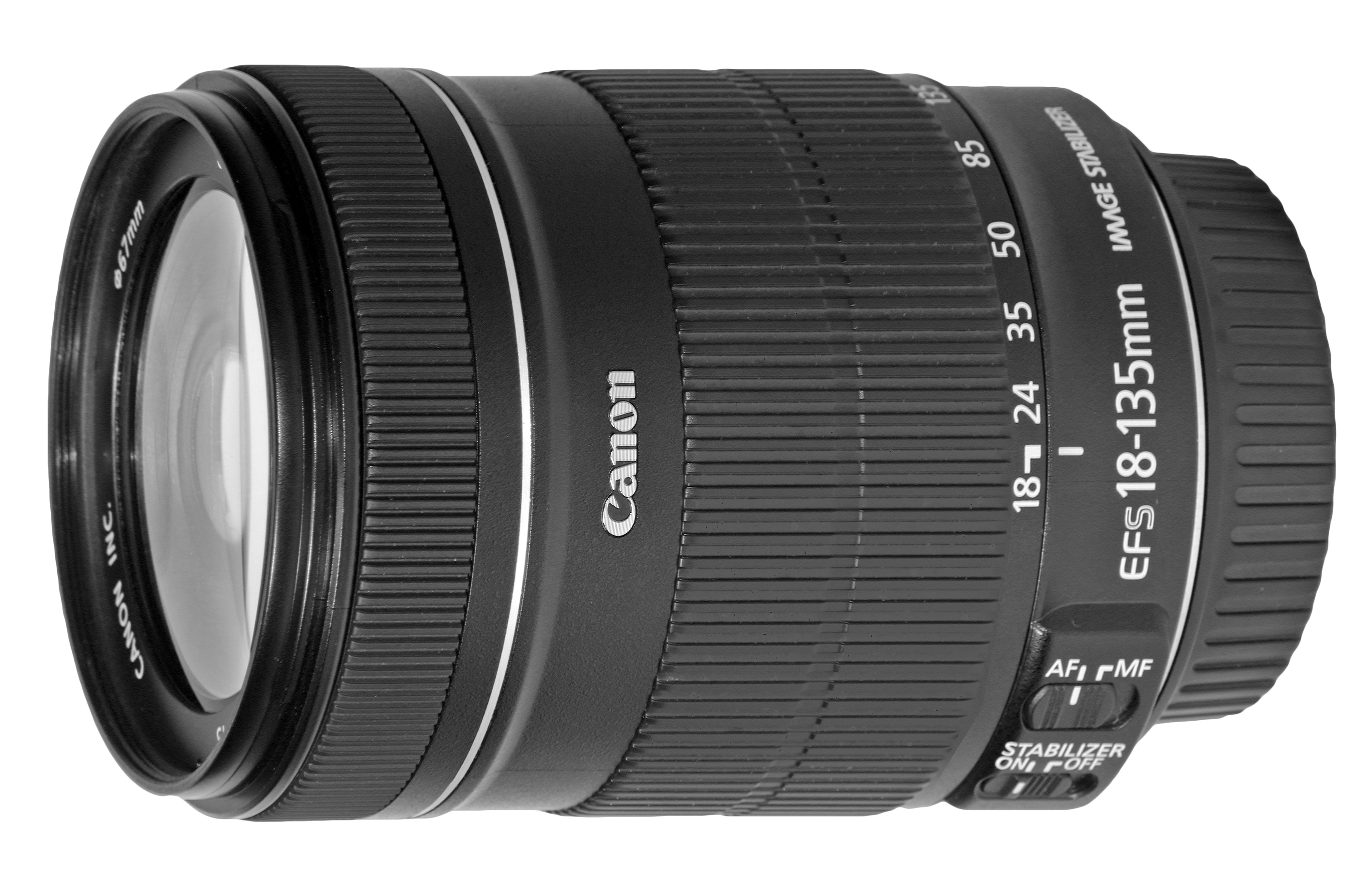
Canon EF-S 18-135mm APS-C, Zoomobjektiv

Möjligheten att byta objektiv för att kunna välja den bästa linsen för det aktuella behovet och möjligheten att fästa specialiserade linser är en av huvudfaktorerna i de digitala spegelreflexkamerornas popularitet, även om denna egenskap inte är unik till DSLR-kameror och att MILC:s popularitet ökar. Utbytbara objektiv för SLR och DSLR är byggda för att fungera med en speciell linsfattning som normalt är unik för varje tillverkare. En fotograf använder ofta objektiv av samma fabrikat som kameran (till exempel Canontillverkade Canon EF-objektiv på en kamerakropp från Canon), även om det också finns många tredjepartstillverkade såsom Sigma, Tamron, Tokina, and Vivitar som tillverkar objektiv för ett antal olika linsfattningar. Det finns även objektivadaptrar som tillåter ett objektiv för en viss fattning att användas med en annan även om funktionaliteten ofta reduceras.

### Större sensorer och bättre bildkvalitet

Ritning som visar de relativa storlekarna hos olika sensorer som används i dagens digitalkameror.

Bildsensorer som används i digitala spegelreflexkameror finns i flera olika storlekar. De allra största återfinns i mellanformatkameror, ofta via digitala bakstycken som kan användas som alternativ till fotografiska filmbakstycken. På grund av tillverkningskostnaderna av dessa sensorer kostar dessa kameror normalt mer än 100 000 kronor.
Digitala fullformatskameror har bildsensorer av samma storlek som 35 mm film (135-film, 24 x 36 mm). Dessa sensorer används i DSLR:er såsom Canon EOS-1D X och 5D Mark III, Nikon D800, D4, och D600. De flesta moderna DSLR:er använder den mindre APS-C-sensorn som har en storlek av cirka 22 x 15 mm, lite mindre än en APS-C-film eller ungefär 40 proocent av ytan hos en fullformatsensor. Andra sensorer som återfinns hos digitala spegelreflexkameror innefattar Four Thirds System (26 % av fullformat), APS-H som har en storlek på cirka 61 % av fullformatets och Foveon X3-sensorn vars yta är en tredjedel av den av fullformatets.
Sensorerna som används i dagens digitala spegelreflexkameror är mycket större än de sensorer som återfinns i vanliga kompaktkameror, bland vilken den vanligaste storleken har en yta på 3 % av fullformatets.
| Typ               | Four Thirds | Sigma Foveon X3 | Canon APS-C | Sony · Pentax · Sigma · Samsung APS-C / Nikon DX | Canon APS-H | 35 mm Fullformat / Nikon FX | Leica S2 | Pentax 645D | Phase One P 65+ |
| ----------------- | ----------- | --------------- | ----------- | ------------------------------------------------ | ----------- | --------------------------- | -------- | ----------- | --------------- |
| Diagonal (mm)     | 21,6        | 24,9            | 26,7        | 28,2–28,4                                        | 33,5        | 43,2–43,3                   | 54       | 55          | 67,4            |
| Bredd (mm)        | 17,3        | 20,7            | 22,2        | 23,6–23,7                                        | 27,9        | 36                          | 45       | 44          | 53,9            |
| Höjd (mm)         | 13,0        | 13,8            | 14,8        | 15,6                                             | 18,6        | 23,9–24                     | 30       | 33          | 40,4            |
| Area (mm2)        | 225         | 286             | 329         | 368–370                                          | 519         | 860–864                     | 1 350    | 1 452       | 2178            |
| Beskärningsfaktor | 2,00        | 1,74            | 1,62        | 1,52–1,54                                        | 1,29        | 1,0                         | 0,8      | 0,78        | 0,64            |